# Lycée Juliette-Récamier
Pour les articles homonymes, voir Juliette Récamier et Récamier.
Le lycée Juliette Récamier est un établissement public local d'enseignement du secondaire et du supérieur situé dans le 2e arrondissement de Lyon au 57 rue de la Charité, à trois minutes à pied de la gare de Lyon Perrache, à cinq minutes de la place Bellecour et donnant sur les quais du Rhône.

## Emplacement
Du fait de sa situation centrale à Lyon, il est desservi très directement par le train (gare de Lyon Perrache), les autoroutes A6 et A7, les lignes de bus C10 et 15 (arrêt Pont Gallieni R.D.), la ligne A du métro (station Perrache), les tramways T1 et T2 (arrêt Perrache) ainsi que par les nombreux bus passant par la gare routière de Perrache.
Le lycée Juliette Récamier est également à proximité immédiate des universités Lumière - Lyon II et Jean Moulin - Lyon III, situées sur l'autre rive du Rhône à 5 minutes à pied, ainsi que de l'université catholique de Lyon.

## Classement du lycée
En 2018, le lycée se classe 59 sur 70 au niveau départemental quant à la qualité d'enseignement, et 2022e au niveau national,. Le classement s'établit sur trois critères : le taux de réussite au bac, la proportion d'élèves de première qui obtient le baccalauréat en ayant fait les deux dernières années de leur scolarité dans l'établissement, et la valeur ajoutée (calculée à partir de l'origine sociale des élèves, de leur âge et de leurs résultats au diplôme national du brevet).

## Histoire et architecture
Au XIXe siècle, le site est occupé par une indiennerie, puis par la manufacture des tabacs de Lyon, avant le transfert de cette dernière à Monplaisir. L'ancienne manufacture de Perrache continue d'être employée comme entrepôt jusqu'en 1932 ; vendue aux enchères, elle est démolie en 1938.
La construction du lycée, qui date des années 1950, est le fruit de la volonté du maire de Lyon de l'époque, Édouard Herriot, qui souhaitait la création d'un lycée de jeunes filles portant le nom d’une Lyonnaise célèbre. Le nom de Juliette Récamier s'est imposé avec d'autant plus d'évidence qu'Édouard Herriot est l'auteur d'un ouvrage de référence sur cette femme d'esprit née à Lyon en 1777.
L'architecture du lycée est due à Édouard Payen. Le lycée est classé au périmètre de protection des monuments historiques en raison de son architecture remarquable bien connue des Lyonnais.

## Formations
Le lycée Juliette-Récamier propose des formations du secondaire, de la seconde à la terminale, ainsi que des formations du supérieur (BTS et classes préparatoires aux grandes écoles). Il est le seul dans la région Rhône-Alpes à proposer des classes préparatoires à l'ENS Cachan D1 et D2. 

### Baccalauréat
Après la seconde, le lycée Juliette-Récamier prépare au baccalauréat général avec une offre de 10 spécialités:
Arts-danse (spécialité unique dans le département) ,  Arts plastiques,  Histoire-géographie-géoplotiques-sciences politiques (HGGSP), Humanité et philosophie, LLCE Anglais, Mathématiques, Physique, SES, SVT, Sciences de l'Ingénieur. 
Le lycée prépare également  au baccalauréat technologique STMG ( Sciences et Technologies du Management et de la Gestion), options "Mercatique et "Gestion financière". 
Tout au long de leur scolarité, les élèves peuvent choisir parmi une large palette de langues vivantes : allemand, anglais, arabe, espagnol, italien ou encore chinois. Ils peuvent également choisir l'enseignement optionnel Arts-Danse quelle que soit la filière choisie (générale ou technologique). 

### La spécialité Arts-danse au baccalauréat général
L'enseignement de spécialité Arts-danse  existe depuis 2003 et bénéficie d'un partenariat de qualité avec deux structures culturelles lyonnaises de renom, la Maison de la Danse et le Centre national de la Danse.  Cet enseignement est co-assuré par une équipe pédagogique composée de deux professeurs titulaires d’une certification arts option danse. Cette spécialité offre une formation ambitieuse qui vise à rendre accessible et à développer chez les élèves une culture chorégraphique vivante, quel que soit le niveau de danse des élèves, du débutant au plus confirmé. De nombreux artistes pédagogues de renommée internationale, transmettent eux-mêmes les œuvres au programme. Par sa rencontre avec le spectacle vivant, l’élève s’enrichit d’expériences de spectateur, de chorégraphe, d’interprète, de chercheur ou de critique, consolide ses compétences psychosociales (confiance en soi, pratique collaborative, aisance dans les communications interpersonnelles, gestion du stress et des émotions). Il développe sa créativité, son esprit critique à l'écrit et à l'oral tout en affirmant son engagement individuel et collectif. Ces acquis, ces qualités seront de précieux atouts pour sa réussite aux épreuves du baccalauréat, notamment à l’épreuve orale terminale, et pour sa projection vers un parcours post-baccalauréat ambitieux. D'anciens élèves ont pu ainsi intégrer des filières d'excellence comme le parcours hypokhâgne/khâgne et réussir le concours d'entrée à l'école normale supérieure de Lyon. Sa continuité post-bac la plus logique est la filière universitaire arts du spectacle, histoire ou philosophie. La spécialité Arts-danse est également un véritable atout sur Parcoursup pour intégrer la filière Staps.
https://www.cnd.fr/fr/page/2838-enseignements-de-danse-au-lycee-et-conservatoires-a-lyon

### Éducation post-bac
Le lycée Juliette-Récamier accueille deux sections de techniciens supérieurs (STS) préparant les étudiants aux brevets de techniciens supérieurs (BTS) correspondants, ainsi que deux classes préparatoires aux grandes écoles (CPGE) :
- Le BTS « Management des unités commerciales » (MUC)
- Le BTS « Assistant de managers » (AM)
- La classe préparatoire « ENS Cachan » voie D1 (droit et économie)
- La classe préparatoire « ENS Cachan » voie D2 (économie, méthodes quantitatives et gestion)

#### Les classes préparatoires à l’ENS Cachan D1 et D2
Les classes préparatoires à l'ENS Cachan D1 et D2 du lycée Juliette Récamier sont des formations d'excellence uniques dans la région Rhône-Alpes et même au-delà. Elles font partie des classes préparatoires aux grandes écoles économiques et commerciales. Elles sont destinées aux titulaires d'un baccalauréat général ou technologique et préparent en deux ans leurs élèves aux concours d'accès en première année de l'École normale supérieure de Cachan, de l’École normale supérieure de Rennes, de l'École de management de Lyon (EM Lyon), des Institut d'études politiques (IEP), des écoles supérieures de commerce (voir École supérieure de commerce en France) regroupées dans les banques communes d'épreuves Ecricome et Passerelle-esc, de l'École supérieure de commerce de Toulouse, de Télécom École de Management (ex INT), de l'École nationale de la statistique et de l'analyse de l'information (ENSAI), de l'École nationale d'assurances, de l'École des hautes études en sciences de l’information et de la communication (ex Celsa) et des magistères (voir l'article magistère) universitaires de droit, d'économie et de gestion.
La classe préparatoire ENS Cachan D1 offre une formation à dominante juridique tandis que la prépa D2 dispense une formation à dominante économique. Chacune d'elles propose 40 places environ.
Les deux sections présentent le même mode de fonctionnement atypique et performant : en complément des cours dispensés en lycée ainsi que des traditionnels devoirs surveillés et interrogations orales, les élèves suivent un enseignement universitaire aménagé dans la faculté de droit de l'Université Jean Moulin Lyon 3 (à partir de 2021 pour la section D1) et de Sciences Économiques et de Gestion de l'Université Lyon 2 (pour la section D2).

## Anciens élèves
- Sylviane Agacinski, philosophe
- Nicole Avril, écrivain
- Liane Foly, chanteuse
- Nathalie Péchalat, patineuse artistique
- Xavier Veilhan, plasticien